# Schlesisch-Oberlausitzer Museumsverbund
Die Schlesisch-Oberlausitzer Museumsverbund gGmbH (Abkürzung in Eigenschreibweise: SOMV gGmbH) ist ein gemeinnütziges Unternehmen im Bereich Kultur. Sie wurde 1999 gegründet mit dem Ziel, der kleinteiligen Museumslandschaft in der ländlichen Oberlausitz eine gemeinsame Handlungsgrundlage zu ermöglichen und die zumeist von Heimatvereinen betriebenen Museen in ihrem Bestreben nach Professionalisierung zu unterstützen. 2022 gehörten dem Museumsverbund die Standorte AckerbürgerMuseum Reichenbach/O.L., Dorfmuseum Markersdorf, Barockschloss Königshain, Granitabbaumuseum Königshainer Berge und Schloss Krobnitz an. Gesellschafter sind der Landkreis und die Kommunen. Hauptförderer ist der Kulturraum Oberlausitz-Niederschlesien.

## Geschichte

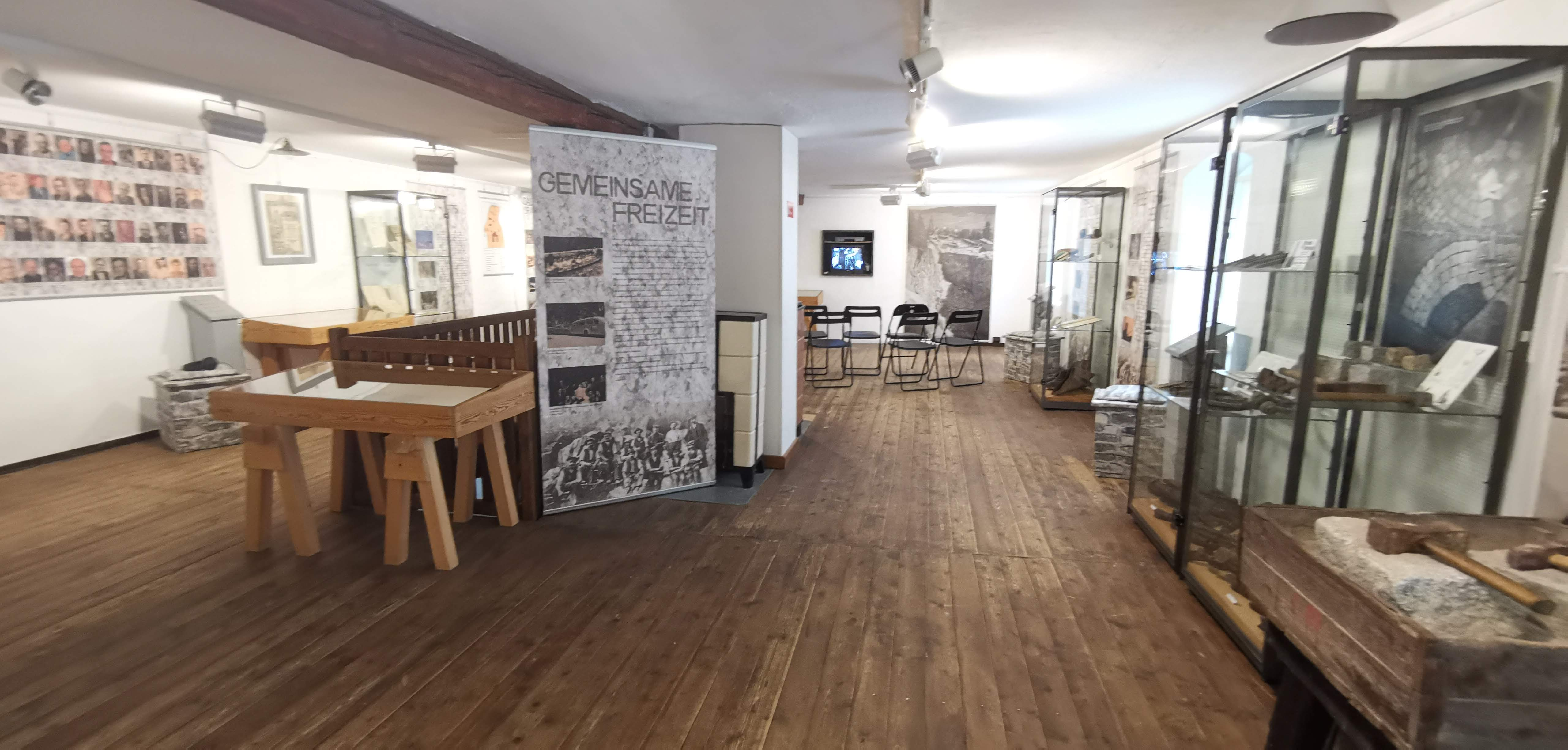
Ausstellungsraum des Granitabbaumuseums Königshainer Berge

Am 1. Januar 1999 wurde die Gesellschaft durch den damaligen Niederschlesischen Oberlausitzkreis und die Gemeinden Markersdorf, Königshain und Reichenbach gegründet. Zuvor wurden das Dorfmuseum Markersdorf, das Granitabbaumuseum Königshainer Berge und das AckerbürgerMuseum Reichenbach rein ehrenamtlich und mit unterstützenden Maßnahmen des Arbeitsamtes betrieben. In der Folge wurde nun ein stetig steigender Grad an Professionalisierung angestrebt. Im Jahr 2019 hatte die Gesellschaft fünf feste Mitarbeiter sowie eine schwankende Anzahl an Hilfskräften. Das Personal deckt neben den klassischen Aufgabenbereichen Forschung, Bewahrung, Sammlung, Ausstellung und Bildung auch einen Teil der Pflegearbeiten an den Liegenschaften sowie Veranstaltungsbetreuungen ab.

## Geschäftsführung
- 1999 – 2002 Hans-Jürgen Donner
- 2002 – 2003 Wolfgang Hermann Lothar Bonig
- 2003 – 2016 Steffen H. Menzel (Oberlausitzische Gesellschaft der Wissenschaften)
- 2016 – 2021 Sven Mimus (ENO mbH)
- seit 2022 Sarah Kinsky[2]

## Museen
In seinen fünf Museen beherbergt die SOMV gGmbH über 51.000 Objekte. Im Jahr 2019 wurden über 20.000 Besucher gezählt und 270 Veranstaltungen durchgeführt.
AckerbürgerMuseum Reichenbach/O.L.

In einem kleinen, rekonstruierten Stadthaus der Gründerzeit wird der Alltag der Ackerbürger dargestellt. Zu jedem Haus gehörte ein Acker vor der Stadt, sodass seine Bewohner sich neben ihrer städtischen Arbeit selbst versorgen konnten. Im rückwärtigen Hof befinden sich ein Garten sowie die Werkstatt eines Glasdrückers. Im Obergeschoss finden Sonderausstellungen statt, die sich vorwiegend historischen Themen mit Bezug zur Stadt Reichenbach/O.L. widmen. Das Museum wurde 1998 durch den Heimatverein Reichenbach gegründet und geht auf eine Schenkung zurück. Eigentümerin ist die Stadt Reichenbach/O.L.

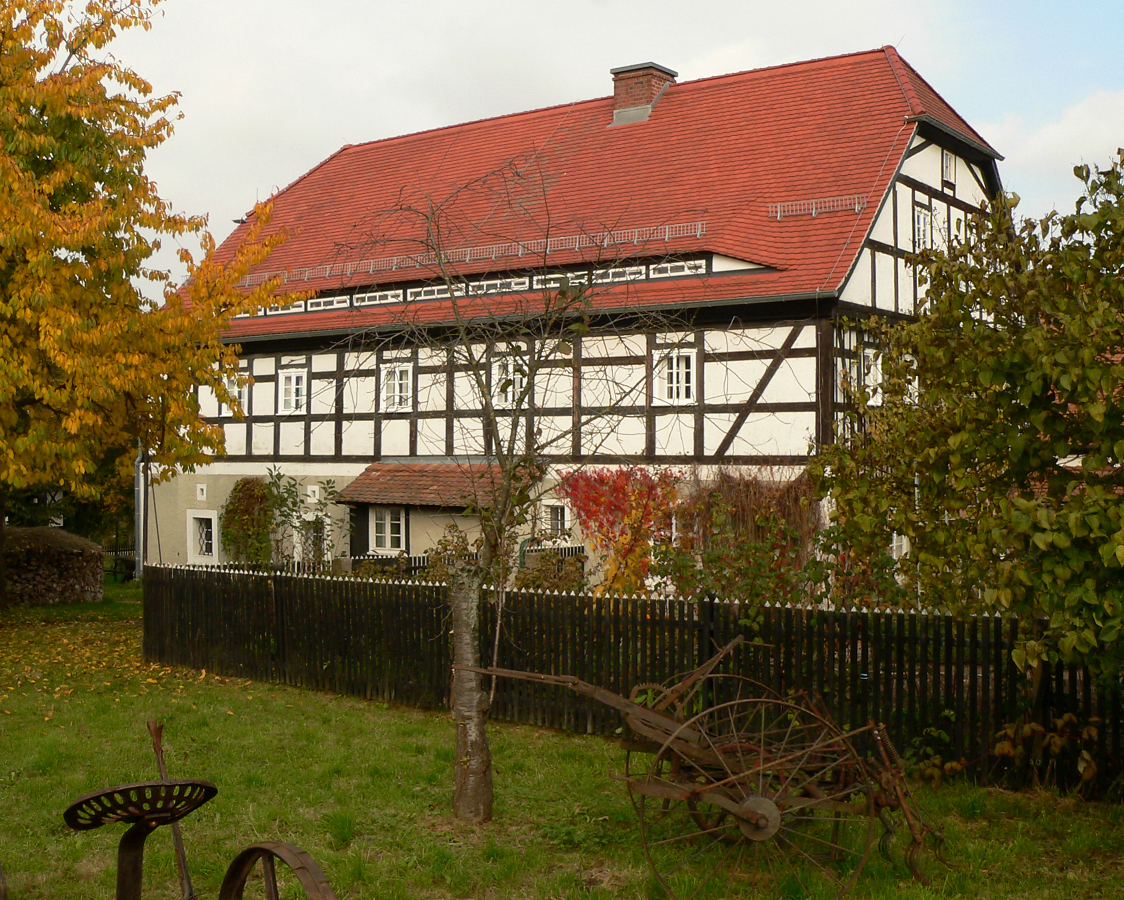
Dorfmuseum Markersdorf
Das Dorfmuseum Markersdorf ist seiner Art nach ein Freilichtmuseum. Die Basis bildet ein ca. 250 Jahre alter Vierseitenhof, der von seiner letzten Bewohnerin 1988 mit der Auflage ein Museum zu gründen übereignet wurde, woraufhin sich ein Förderverein gründete. 1992 wurde das Museum eröffnet. Neben den originalen Wohn- und Wirtschaftsgebäuden wurden später auch andere historische Bauten auf das Gelände umgesetzt, um das Veranstaltungsangebot auszuweiten. Als Gründungssitz und einzigartig gut erhaltene historische Stätte kommt dem Dorfmuseum innerhalb des Verbundes eine besondere Bedeutung zu. Der Hof wird mit Kleinviehhaltung und Nutzpflanzenzucht bewirtschaftet. Inhaltlich konzentrieren sich die Veranstaltungen auf bäuerliches Leben und traditionelles Handwerk. Das Vermittlungsangebot richtet sich vorwiegend an Kinder und Jugendliche und konzentriert sich auf die Vermittlung überlieferter Bräuche sowie traditioneller Arbeiten in der Landwirtschaft. Eigentümer ist der Landkreis Görlitz.

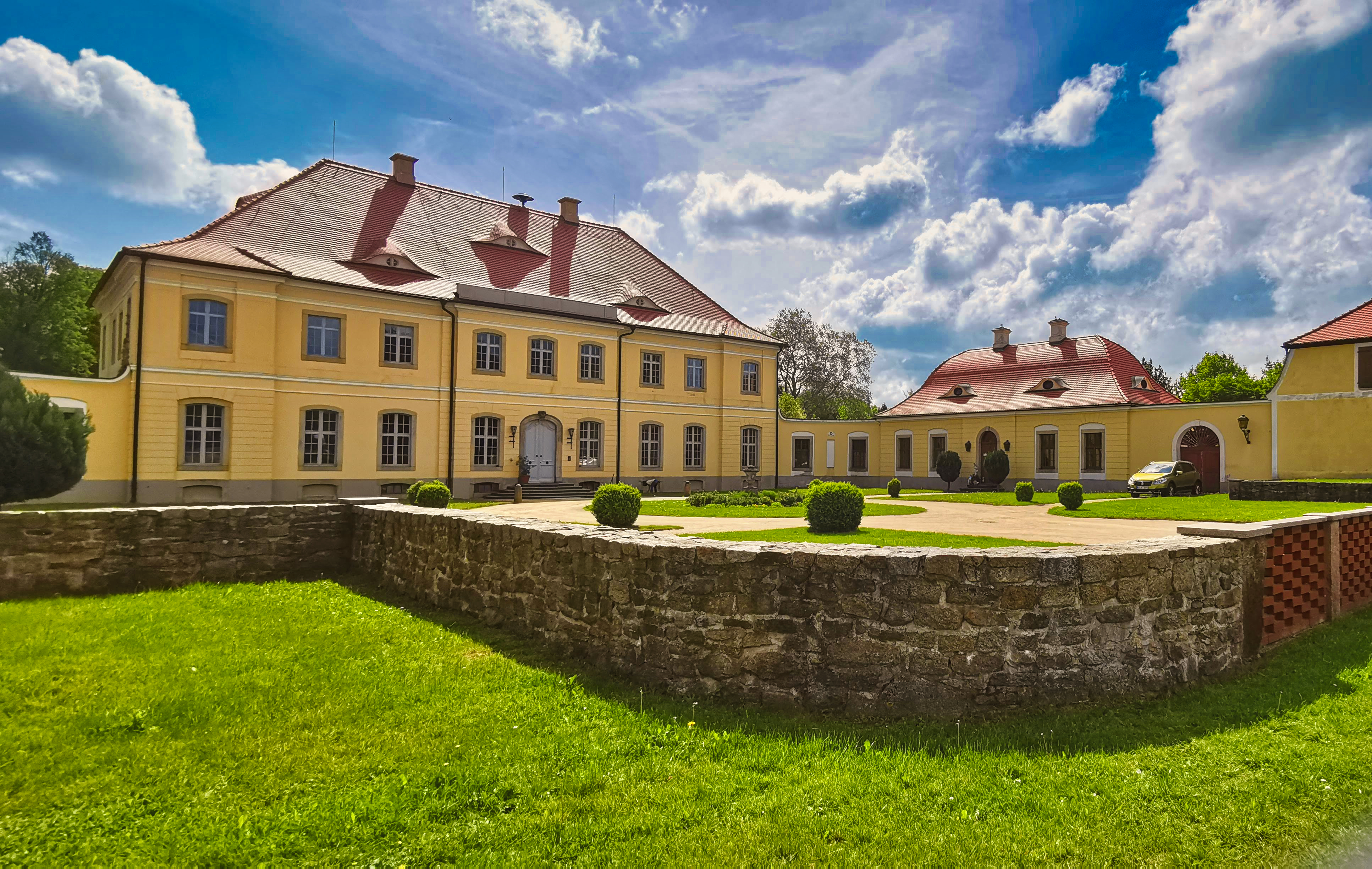
Schloss Königshain
Der spätbarocke, durch Carl Adolph Gottlob von Schachmann erbaute Hauptbau der Schlossanlage in Königshain beherbergt ein Kunst- und Kulturzentrum mit wechselnden Ausstellungen zeitgenössischer Künstler. In enger Zusammenarbeit mit der Stiftung für Kunst und Kultur in der Oberlausitz und dem VIA REGIA – Landesverband Sachsen e. V. werden hier außerdem Stipendienprogramme durchgeführt. Von 2005 bis 2019 war das Schloss nicht Teil des Museumsverbundes. Eigentümerin ist die Gemeinde Königshain.
Granitabbaumuseum Königshainer Berge

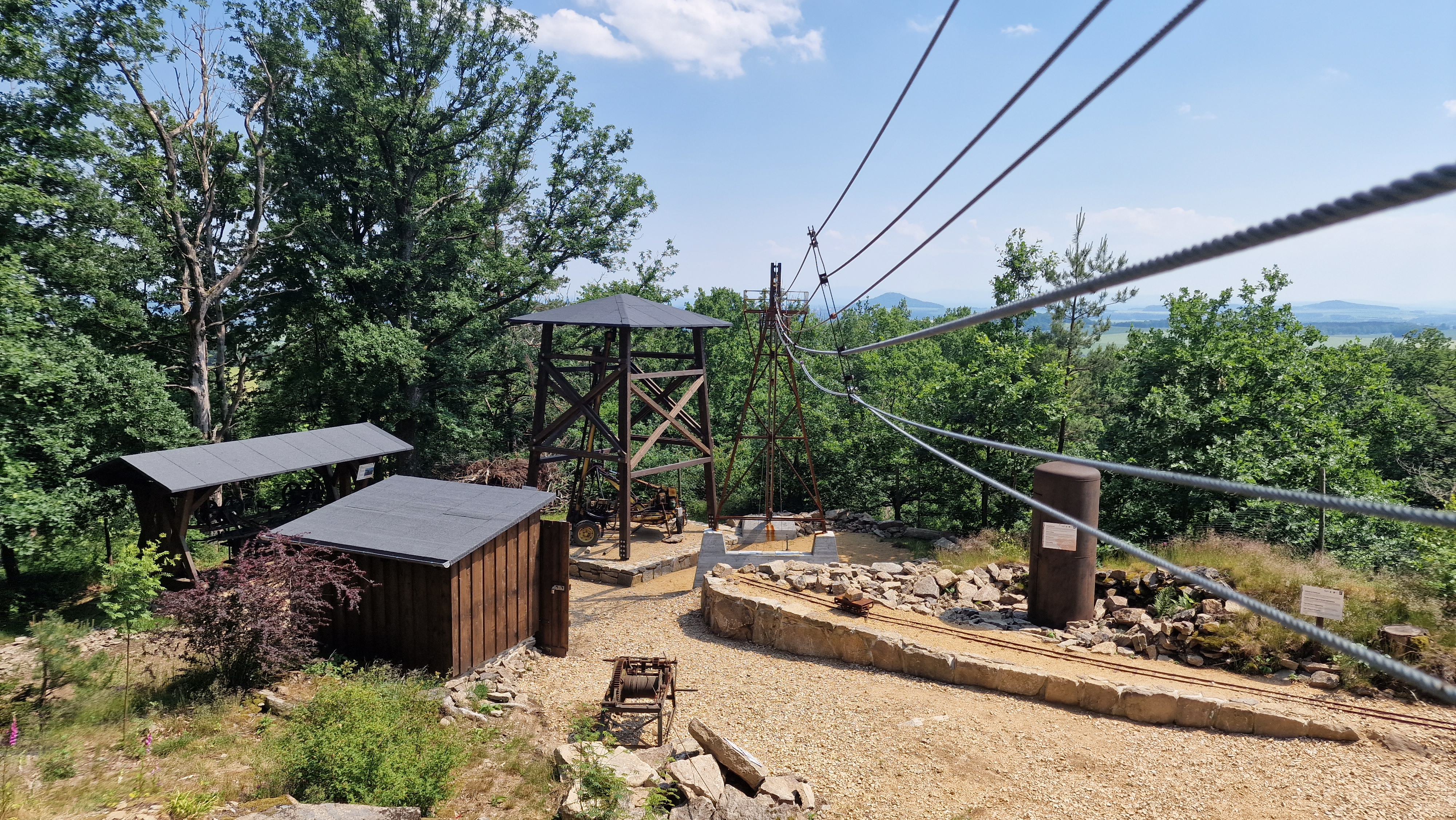
Schausteinbruch des Granitabbaumuseums

Auf dem Gelände eines ehemaligen Granitsteinbruchs der Königshainer Granitwerke C.C. von Thaden & Co. GmbH befindet sich das Granitabbaumuseum. Es wurde 1995 durch den Heimatverein und engagierte ehemalige Steinarbeiter eröffnet. Die 2012 neu konzeptionierte Dauerausstellung widmet sich Lebens- und Arbeitsalltag der Steinarbeiter sowie der Geologie der Königshainer Berge. Sie wurde 2022 überarbeitet und durch Modernisierungen auf dem Außengelände ergänzt. Neben schwerem Gerät wird auch thematisch verwandte, zeitgenössische Kunst präsentiert, die teils eigens für die Ausstellung angefertigt wurde. Auf dem Außengelände befinden sich Freilichtinstallationen bestehend aus originalem Gerät und Steinmetzbuden. Mit Hilfe von Augmented Reality kann dieses teilweise in Betrieb genommen werden. Das Museum ist Teil der Route der Industriekultur in Sachsen. In unmittelbarer Nähe befindet sich ein Natur- und Steinbruchlehrpfad. Eigentümerin ist die Gemeinde Königshain.

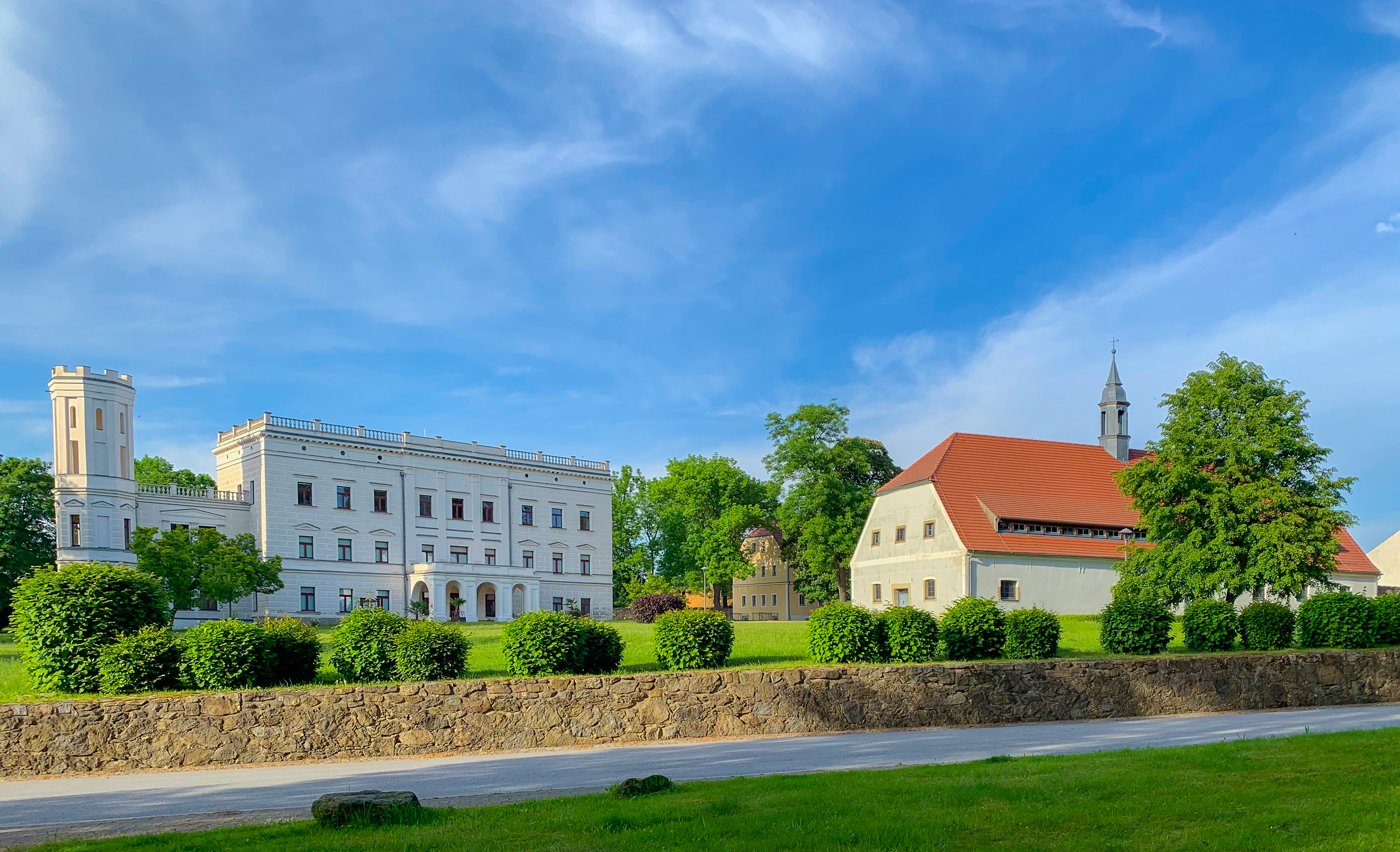
Schloss Krobnitz
Das seit 2002 aufwendig wiederhergestellte, neoklassizistische Schloss, dessen berühmtester Bewohner der preußische Kriegsminister und Generalfeldmarschall Albrecht Theodor Emil Graf von Roon war, ist seit 2005 Teil des Verbunds. Es zeigte bis 2021 eine Dauerausstellung zur Geschichte der Einigungskriege und der Roonschen Personalie. Die Dauerausstellung ist derzeit abgebaut und wird überarbeitet (Stand 12. Februar 2022). Im Erd- und Obergeschoss werden wechselnd Sonderausstellungen verschiedener Themenbereiche gezeigt. Im Schloss befinden sich außerdem ein Museumsshop, ein Museumscafé und ein Trauzimmer sowie die Büros der Geschäftsleitung. Die Nebengebäude werden ebenfalls für Veranstaltungen und Vorträge genutzt. Eigentümerin ist die Stadt Reichenbach/O.L.

## Ausstellungshistorie [Auszug]
2010
- Die Einmachzeit steht vor der Tür – Sonderausstellung im Dorfmuseum Markersdorf vom 07.11.2010-06.11.2011

2011
- Heiße Öfen – Sonderausstellung im Dorfmuseum Markersdorf vom 27.11.2011-25.03.2012

2012
- Rhaue – Hentschel – Jürgel – Keramik aus der Oberlausitz : Sammlung Siegfried Kohlschmidt – Sonderausstellung im Schloss Krobnitz vom 25.03.-16.09.2012

2014
- Süße Oberlausitz – Sonderausstellung im Schloss Krobnitz vom 01.10.2014-17.05.2015

2018
- Kriegsschicksale – Die Familie Kliemt im 1. Weltkrieg – Sonderausstellung im Dorfmuseum Markersdorf vom 01.04.2018-31.03.2019
- Mode(rne) Zeiten – Sonderausstellung im Schloss Krobnitz vom 27.05.2018-12.05.2019

2019
- Starke Frauen! – Silne kobiety! – Sonderausstellung im Granitabbaumuseum Königshainer Berge vom 01.05.-31.10.2019
- Oberlausitz 2060 – Sonderausstellung im Schloss Krobnitz vom 27.10.2019-18.04.2020

2020
- Steinreich – Sonderausstellung im Granitabbaumuseum Königshainer Berge vom 15.07.-31.10.2020

2021
- Reinlichkeit ist eine Zier – Sonderausstellung im Dorfmuseum Markersdorf vom 01.03.-01.08.2021
- Begegnung mit der Leere – Sonderausstellung im Schloss Krobnitz vom 01.08.2021-06.03.2022
- Heimat!? – Sonderausstellung im Dorfmuseum Markersdorf vom 18.09.-07.11.2021
- Handwerk hat goldenen Boden – Sonderausstellung im AckerbürgerMuseum Reichenbach vom 16.05.-31.10.2021, verlängert bis 31.03.2023

2022
- Elegant und Provokativ – Sonderausstellung im Schloss Königshain vom 16.01.-22.05.2022
- Kleidergeschichten – Sonderausstellung im Schloss Krobnitz vom 06.02.-26.06.2022
- Viele Jahre viele Hände – Sonderausstellung im Dorfmuseum Markersdorf vom 06.03.-06.11.2022
- Der kleine Lord – Wanderausstellung im Schloss Krobnitz vom 03.04.-11.12.2022, verlängert bis 31.03.2023
- Geheimer Garten – Sonderausstellung im Schloss Königshain vom 09.04.-01.05.2022
- Raue Schönheit – Sonderausstellung im Granitabbaumuseum Königshainer Berge vom 01.05.-31.10.2022
- Ein künstlerisches Plädoyer für Mitteleuropa: Konkrete Kunst aus der Sammlung Dr. Joseph Böhm – Sonderausstellung im Schloss Königshain vom 05.06.-14.08.2022
- los g e l ö s t – Sonderausstellung in der Annenkapelle Görlitz vom 10.07.-28.08.2022
- Verboten – Sonderausstellung im Schloss Krobnitz vom 31.07.-19.08.2022
- Panta Rhei – Der Fluss, der Dreck und die Welt – Sonderausstellung im Schloss Königshain vom 28.08.-22.09.2022
- GEschichtEN – Sonderausstellung im Schloss Königshain vom 03.09.-16.10.2022

2023
- Felsenfest – Sonderausstellung im Granitabbaumuseum Königshainer Berge vom 01.05.-31.10.2023
- Grenzraum knüpft Verbindungen – Wanderausstellung im Schloss Krobnitz vom 30.04.-26.11.2023
- Reichenbach macht Schule – Sonderausstellung im Schloss Krobnitz vom 21.05.-03.12.2023
- Grenzgänge – Sonderausstellung im Schloss Königshain vom 23.04.-17.07.2023
- Die Welt der Bienen – Sonderausstellung im Dorfmuseum Markersdorf vom 05.03.2023-03.11.2024
- Auf die Plätze – Sonderausstellung im AckerbürgerMuseum Reichenbach vom 03.07.2023-05.11.2023, verlängert bis 31.03.2024
- KunstDialog – Sonderausstellung im Schloss Königshain vom 23.07.-20.08.2023
- Kunstspektrale – Sonderausstellung im Schloss Königshain vom 17.09.-09.12.2023
- Kleidergeschichten – eine Spurensuche – Sonderausstellung im Glockenmuseum Apolda vom 21.10.2023 – 28.01.2024
- Struktur und Form – Sonderausstellung im Schloss Königshain vom 10.12.2023-29.01.2024

## Publikationen
Krobnitzer Hefte
- Schloss Krobnitz : Geschichte des Rittergutes und seiner Besitzer / Steffen Menzel. – Görlitz ; Zittau : Oettel, 2008 (Krobnitzer Hefte ; 1), ISBN 978-3-938583-33-3
- Die Ratsdörfer der Stadt Görlitz / Steffen Menzel. [Hrsg.: Schlesisch-Oberlausitzer Museumsverbund gGmbH]. – Rothenburg : Deborah Feige-Werbung & Verl., 2010 (Krobnitzer Hefte ; 2), ISBN 978-3-941272-02-6
- Nachdenken über Preußen : Beiträge der Tagung „Preußische Tugenden in der heutigen Zeit – Gedanken über Preußen“ (Krobnitzer Gespräche) vom 02. Dezember 2010; gefördert aus Mitteln des Sächsischen Staatsministeriums des Inneren Schlesisch-Oberlausitzer Museumsverbund gGmbH Schloss Krobnitz / Steffen Menzel (Hrsg.). – Krobnitz : Schlesisch-Oberlausitzer Museumsverbund, 2011 (Krobnitzer Hefte ; 3)
- „Herr, Gott, du bist unsere Zuflucht für und für“ Grenz- und Zufluchtskirchen Schlesiens : Śla̧skie kośioły graniczne i uicieczkowe = „W Tobie, moja ucieczka“ / Lars-Arne Dannenberg [Übers.: Wojciech Wagner]. – Olbersdorf : Via Regia Verl., 2012 (Krobnitzer Hefte ; 4)
- Reichenbach 1813 – vergessen und verweht? : militärgeschichtliche Skizzen der Gefechte bei Reichenbach, am Wohlaer Berg und bei Ebersdorf 1813 / Uwe Zersch. [Hrsg.: Schlesisch-Oberlausitzer Museumsverbund gGmbh]. – Krobnitz : Schlesisch-Oberlausitzer Museumsverbund, 2013 (Krobnitzer Hefte ; 5), ISBN 978-3-9815952-0-8
- Deutsche und Polen im und nach dem Ersten Weltkrieg : Beiträge der 2. Krobnitzer Gespräche vom 20. Oktober 2011 auf Schloss Krobnitz, Oberlausitz / [Hrsg.: Steffen Menzel, Martin Munke, Schlesisch-Oberlausitzer Museumsverbund gGmbh]. – Chemnitz : Universitätsverlag Chemnitz, 2013 (Krobnitzer Hefte ; 6)
- Allerlei aus Friedersdorf a.d. Landeskrone / Jörg Büchner... Arbeitsgemeinschaft Dorfchronik Friedersdorf. – Krobnitz : Schlesisch-Oberlausitzer-Museumsverbund, 2014 (Krobnitzer Hefte ; 7), ISBN 978-3-9815952-1-5
- Studien zur Oberlausitzer Numismatik : Geldgeschichte, städtische Münzen, Medaillen, Wertpapiere, Numismatiker ; [wissenschaftlicher Begleitband zur Münzausstellung „1000 Jahre Geldgeschichte der Oberlausitz“ vom 30. August bis zum 5. Oktober 2014 im Schloss Krobnitz] / Red. Leitung: Lars-Gunter Schier. [Hrsg.: Schlesisch-Oberlausitzer Museumsverbund]. – Krobnitz : Schlesisch-Oberlausitzer Museumsverbund, 2015 (Krobnitzer Hefte ; 8), ISBN 978-3-9815952-3-9
- Die Grube Stadt Görlitz bei Kohlfurt : eine Dokumentation der Kohle- und Energieversorgung für die Stadt und die Kreise Görlitz und Rothenburg / Joachim Neumann, Wolfgang Stiller, Verein der Oberlausitzer Bergleute e. V.; Herausgeber: Schlesisch-Oberlausitzer Museumsverbund gGmbH. – Krobnitz : Schlesisch-Oberlausitzer Museumsverbund gGmbH, 2016 (Krobnitzer Hefte ; 9), ISBN 978-3-9815952-4-6
- Vertreibung – Neuansiedlung – Integration : Migrationsprozesse links und rechts der Neiße nach 1945 : Beiträge des Kolloquiums der Schlesisch-Oberlausitzer Museumsverbund gGmbH in Verbindung mit dem Zentrum für Kultur//Geschichte : Krobnitzer Gespräche vom 21. Oktober 2017 / herausgegeben von Dr. Jens Baumann im Auftrag der Schlesisch-Oberlausitzer Museumsverbund gGmbH. – [Reichenbach-Krobnitz] : Schlesisch-Oberlausitzer Museumsverbund gGmbH, 2017 (Krobnitzer Hefte ; 10)
- Starke Frauen! : Begleitband zur Ausstellung / Herausgeber Schlesisch-Oberlausitzer Museumsverbund gGmbH ; Texte: Anna Bober-Tubaj, Johanna Busch, Anja Köhler, Matthias Müller. – Reichenbach-Krobnitz : Schlesisch-Oberlausitzer Museumsverbund gGmbH, 2019 (Krobnitzer Hefte ; 11)
- Lehrerseminar – Aufbauschule – Oberschule : Reichenbach Oberlausitz / Herausgeber Schlesisch-Oberlausitzer Museumsverbund gGmbH ; Texte: Peter Donhauser, Christian Fürll, Reinhard Lätsch, Fritz Peschka et al. – Krobnitz : Schlesisch-Oberlausitzer Museumsverbund gGmbH, 2022 (Krobnitzer Hefte ; 12)

Ausstellungskataloge
- Die Einmachzeit steht vor der Tür [Begleitheft zur Ausstellung im Dorfmuseum Markersdorf, 07.11.2010 – 06.11.2011] / Anja Köhler – Reichenbach OT Krobnitz : Schlesisch-Oberlausitzer Museumsverbund, 2010
- Zwei rechts... Zwei links... / Anja Köhler (Hg.) – Reichenbach OT Krobnitz : Schlesisch-Oberlausitzer Museumsverbund, 2010
- Heiße Öfen [Begleitheft zur Ausstellung im Dorfmuseum Markersdorf 27.11.2011 – 25.03.2012] / Anja Köhler – Reichenbach OT Krobnitz : Schlesisch-Oberlausitzer Museumsverbund, 2011
- Rhaue – Hentschel – Jürgel – Keramik aus der Oberlausitz : Sammlung Siegfried Kohlschmidt [Begleitheft zur Ausstellung auf Schloss Krobnitz vom 25. März bis 16. September 2012] / Steffen Menzel – Reichenbach OT Krobnitz : Schlesisch-Oberlausitzer Museumsverbund, 2012
- Süße Oberlausitz : [Katalog zur Ausstellung im Schloss Krobnitz, 01.10.2014 – 17.05.2015] / Anja Köhler – Reichenbach OT Krobnitz : Schlesisch-Oberlausitzer Museumsverbund, 2014
- Starke Frauen! : Begleitband zur Ausstellung / Herausgeber Schlesisch-Oberlausitzer Museumsverbund gGmbH ; Texte: Anna Bober-Tubaj, Johanna Busch, Anja Köhler, Matthias Müller. – Reichenbach-Krobnitz : Schlesisch-Oberlausitzer Museumsverbund gGmbH, 2019 (Krobnitzer Hefte ; 11)
- Kleidergeschichten. Ein Lesebuch : [Begleitheft zur Ausstellung im Schloss Krobnitz 06.02.2022 – 26.06.2022] / Schlesisch Oberlausitzer Museumsverbund (Hg.) – Reichenbach OT Krobnitz : Schlesisch-Oberlausitzer Museumsverbund, 2022
- Kleidergeschichten Vol. II. Ein Lesebuch : [Begleitheft zur Ausstellung im GlockenStadtMuseum Apolda 21.10.2023 – 28.01.2024] / Schlesisch Oberlausitzer Museumsverbund (Hg.) – Reichenbach OT Krobnitz : Schlesisch-Oberlausitzer Museumsverbund, 2023

Artikel
- Von der Gärtnernahrung zum Dorfmuseum : über das Schlesisch-Oberlausitzer Dorfmuseum Markersdorf / Steffen Menzel – Bauernhäuser und Bauernhöfe in Sachsen : Mitteilungsblatt des Vereins Ländliche Bauwerte in Sachsen e. V. – Dresden : Verein Ländliche Bauwerte in Sachsen, 2004-2013: (2006), no. 2, p. 4-7
- Das Dorfmuseum Markersdorf im Schlesisch-Oberlausitzischer Museumsverbund / Peter Rehn – Oberlausitzer Familien-Kalenderbuch : für das Jahr ... . – Zittau/OT Dittelsdorf : Oberlausitzer Verlag Dr. Andreas Gerth ; Spitzkunnersdorf : Oberlausitzer Verlag Frank Nürnberger Inh. Dr. Andreas Gerth, 1999-: vol. 16 (2007), p. 104 – 105
- Sieben fette – sieben dürre Jahre? : eine Bilanz der Schlesisch-Oberlausitzer Museumsverbund gGmbH / Steffen Menzel - Informationen des Sächsischen Museumsbundes e. V. / Sächsischer Museumsbund. – Dresden : Sächsischer Museumsbund ; Dresden : Sächsischer Museumsbund, 1991-: (2007), no. 33, p. 59-64
- Pony, Schwein und Co : vom sterilen Baudenkmal zum lebendigen Museum / Steffen Menzel – Informationen des Sächsischen Museumsbundes e. V. / Sächsischer Museumsbund. – Dresden : Sächsischer Museumsbund ; Dresden : Sächsischer Museumsbund, 1991-: (2012), no. 43, p. 17-20
- Das Roon-Denkmal in Görlitz 1895-1942 / Dr. Ernst Kretzschmar – Magazin Museum.DE. – Xanten : U. Strauch ; Xanten : Das Deutsche Museumsportal, 2010-: (2017), no. 31, p. 58-60
- Mode(rne) Zeiten / Anja Köhler – Magazin Museum.DE. – Xanten : U. Strauch ; Xanten : Das Deutsche Museumsportal, 2010-: (2018), no. 34, p. 64-67
- Kriegsschicksale – die Familie Kliemt im 1. Weltkrieg : Sonderausstellung im Dorfmuseum Markersdorf, (01. April 2018 bis 31. März 2019) / Anja Köhler – Magazin Museum.DE. – Xanten : U. Strauch ; Xanten : Das Deutsche Museumsportal, 2010-: (2018), no. 35, p. 62-65
- Starke Frauen! Sonderausstellung im Granitabbaumuseum Königshainer Berge / Johanna Busch – Magazin Museum.DE. – Xanten : U. Strauch ; Xanten : Das Deutsche Museumsportal, 2010-: (2018), no. 37, p. 28-31
- Alle für einen – einer für alle! : gemeinsam sind wir stark : 20 Jahre Schlesisch-Oberlausitzer Museumsverbund gGmbH / Anja Köhler – StadtBild / Görlitz, Oberlausitz, Niederschlesien. – Görlitz : Incaming Media GmbH ; Görlitz : Stadtbild-Verl., 2006-: vol. 20 (2019), no. 195, p. 18-27
- Einer für alle – alle für einen : oder gemeinsam sind wir stark? : Chancen und Herausforderungen eins Museumsverbundes / Anja Köhler – Informationen des Sächsischen Museumsbundes e. V. / Sächsischer Museumsbund. – Dresden : Sächsischer Museumsbund ; Dresden : Sächsischer Museumsbund, 1991-: (2019), no. 54, p. 91-93
- 20 Jahre Schlesisch-Oberlausitzer Museumsverbund gGmbH. Alle für einen – einer für Alle! – Gemeinsam sind wir stark / Anja Köhler – Magazin Museum.DE. – Xanten : U. Strauch ; Xanten : Das Deutsche Museumsportal, 2010-: (2019), no. 38, p. 60-64
- „Süße Oberlausitz“ Sonderausstellung im Deutschen Damast- und Frottiermuseum Großschönau / Anja Köhler – StadtBild / Görlitz, Oberlausitz, Niederschlesien. – Görlitz : Incaming Media GmbH ; Görlitz : Stadtbild-Verl., 2006-: vol. 22 (2021), no. 213, p. 16-23
- Auf Zeitreise im Landkreis Görlitz / Anja Köhler – Magazin Museum.DE. – Xanten : U. Strauch ; Xanten : Das Deutsche Museumsportal, 2010-: (2021), no. 43, p. 72-86
- Fragen kostet Nichts / Anja Köhler – Magazin Museum.DE. – Xanten : U. Strauch ; Xanten : Das Deutsche Museumsportal, 2010-: (2022), no. 45, p. 30-40

Sonstiges
- Geschichten vom Wildschwein Wilhelm in den Königshainer Bergen / Karl Idziaschek – Krobnitz : Schlesisch-Oberlausitzer Museumsverbund gGmbH, 2012
- Granitabbaumuseum Königshainer Berge – museumspädagogische Angebote / Schlesisch-Oberlausitzer Museumsverbund gGmbH (Hg.) – Reichenbach OT Krobnitz : Schlesisch-Oberlausitzer Museumsverbund, 2015
- Gemeinsam(e) Kultur genießen / SOMV Schlesisch-Oberlausitzer Museumsverbund gGmbH ; Muzeum Ceramiki w Bolesławu. – Görlitz : Schlesisch-Oberlausitzer Museumsverbund gGmbH 2021